# 辻野ヒロシ
辻野 ヒロシ（つじの ヒロシ、1976年5月28日 - ）は、三重県鈴鹿市出身のラジオDJ、モータースポーツ実況アナウンサー。セイ・タレントプロダクション所属。
ラジオDJを原点にナレーター、モータースポーツ実況アナウンサー（特に地元の鈴鹿サーキット）などで活動している。また喋るだけに留まらず、ポータルサイトのAll Aboutで「モータースポーツ」のガイドを担当し、ジャーナリストとしても活動中である。

## 出演番組

### レース実況
- 鈴鹿サーキット場内実況アナウンサー、ピットリポーター（2004年～）
- WEC 2017年 第3戦 ル・マン24時間レース（J SPORTS）現地実況アナウンサー
- インディカー・シリーズ（GAORA／2019年）

### ラジオDJ
- ラジオン・ハート（エフエム愛知）パーソナリティ（2012年～）

### ナレーション
- 有馬グランドホテル
- コナミ店頭プロモーションビデオ

## 執筆活動

### インターネット
- All About「モータースポーツ」ガイド　（2006年4月～）

### 音楽コラム
- FLYING POSTMAN PRESS（京都・滋賀版）
- 朝日新聞（関西版）

## 過去の出演番組など

### ラジオDJ
- 「MOONLIGHT WALK」（エフエム京都(α-station)）　月―木→金　20:00-22:00 生放送　（2002年4月～2010年4月）

### イベントMC
- NISSAN GT-R レースカー　カラーリング発表会　（東京オートサロン）
- NISMO FESTIVAL at 富士スピードウェイ
- 東京モーターサイクルショー　DUNLOPブース
- DUNLOP DIREZZA CHALLENGE 実況
- F1日本グランプリ・ピットウォーク
- MOTO GP 日本グランプリ DENSOイリヂウムパワーブース
- Panasonic TOYOTA Racing 応援イベント
- 日産マーチカップ　表彰式
- 鈴鹿8耐　中野真矢トークショー
- ヤマハ試乗会
- ヤマハ「マグザムデビューイベント」
- Pokka 1000km　前夜祭
- ヨドバシAIR JOCKY
- Nintendo TOUCH! DS
- 日永カヨー・ビンゴゲーム大会

など

### テレビ
- テレビ大阪「POKKA1000km」実況アナウンサー
- GAORA WTCC（ツーリングカー世界選手権） マカオGP 現地リポーター
- GAORA スーパー耐久シリーズ　2006, 2007
- J SPORTS 「レーシングカートTV」

など

### ナレーション
（TV-CM ナレーション）
- 有馬グランドホテル
- 髙島屋
- 大阪デザイナー専門学校
- リクナビ ライブウエスト
- GAP

など
（VPナレーション）
- Nintendo DSブラウザー
- 弥生会計
- 川崎重工
- アートコーポレーション
- K-OPTIコム
- メイスイ
- コナミ店頭プロモーションビデオ

など
（その他ナレーション）
- コナミ 「プロ野球スピリッツ2」選手紹介ナレーション
- コープこうべ ・モリモトドラッグ